# HMS E56
HMS E56 – brytyjski okręt podwodny typu E. Zbudowany w latach 1914–1916 w William Denny and Brothers, Dumbarton, gdzie okręt został wodowany 19 czerwca 1916 roku. Rozpoczął służbę w Royal Navy 8 sierpnia 1916 roku. Pierwszym dowódcą został t. Cdr. C. L. Y. Dering.
W 1916 roku należał do Dziewiątej Flotylli Okrętów Podwodnych (9th Submarine Flotilla) stacjonującej w Harwich.
9 czerwca 1923 roku został sprzedany firmie Granton S. Bkg & Co.